# 소의 조씨

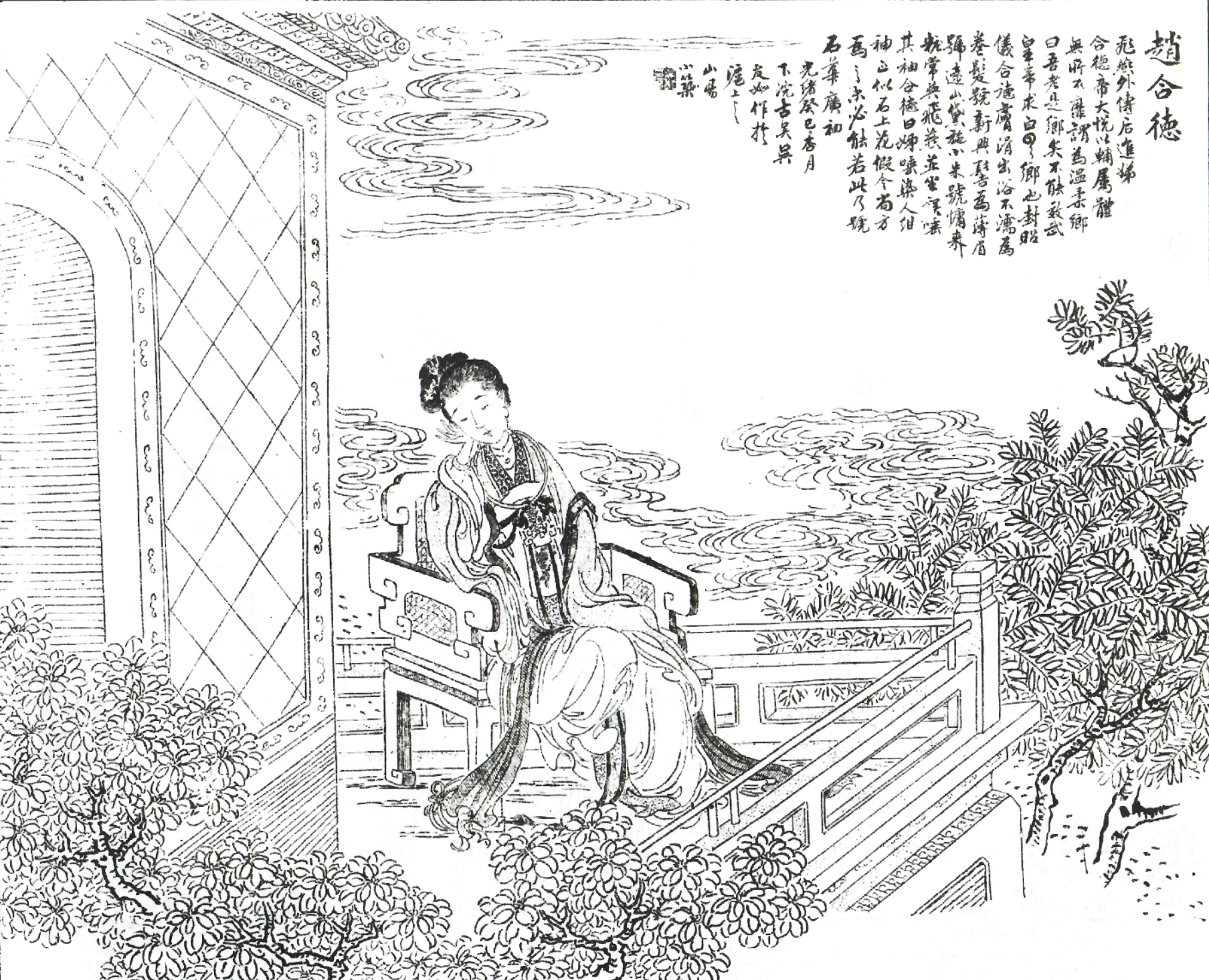

소의 조씨(昭儀 趙氏, 기원전 ? ~ 기원전 7년)는 한나라 성양후(成陽侯) 조임의 딸이다.
언니 조비연과 함께 미인으로 입궁하여, 한 성제의 총애를 받아 소의로 책봉됐다. 사실 조비연과 조씨는 한 원제의 후궁인 정도태후가 손자 유흔을 제위에 올리려 영항에 보낸 것이였다 한다.

## 가족 관계
- 부 : 성양후 조임
- 남편: 한 성제 (成帝, BC 52~BC 7)
- 언니: 효성황후 조비연(孝成皇后 趙飛燕)
- 시어머니: 효원황후 왕정군(孝元皇后 王政君)